# كو أوتاني
كو أوتاني (大谷幸 أوتاني كو) هو ملحن ياباني ولد في 1 مايو 1957 في طوكيو.

## أعماله في الأنمي

### مسلسلات أنمي تلفزيونية
- فيوتشر GPX سايبر فورميولا
- أنت رهن الأعتقال (بالتعاون مع ياسونوري إيواساكي)
- أنت رهن الاعتقال SECOND SEASON (بالتعاون مع ياسونوري إيواساكي)
- التقرير المتنقل الجديد جاندام وينج
- آوتلو ستار
- حكاية بوبولوكرويس
- وايلد آرمز توايلايت فينوم
- ذا سول تيكر
- زويدز زيرو
- هايبانه رينمه
- غاش بيل الذهبي
- دافني في الزرقة البراقة
- آيشيلد 21
- شاكوغان نو شانا
- شاكوغان نو شانا II
- شاكوغان نو شانا III(فاينل)
- كرغل منزل يوشيناغا
- بامبكين سيزرز
- تينبو إيبون أياكاشي أياشي
- ديلتورا كويست
- أوفر درايف
- جانسلينجر جيرل: IL TEATRINO
- المقيم الأبدي
- باتل سبيريتس: باشين المخترق
- طوكيو ماغنيتود 8.0
- هاكوؤكي
- هاكوؤكي: الدم الأزرق
- هيوغيمونو (بالتعاون مع cro-magnon من الحلقة 1 إلى الحلقة 4)
- أناذر
- لقد تدهور الجنس البشري
- أسطورة أراتا
- أغنية حب طيار
- المحقق كاغيمان
- حفيد الحكيم
- ديجيمون غوست غيم
- سيتي هنتر 2
- سيتي هنتر 3
- قداس ملك الورد

### أنمي الإنترنت
- كارثة فتاة الزومبي

### أوفا أنمي
- المعلم الخارق
- BRONZE ZETSUAI since 1989
- فيوتشر GPX سايبر فورميولا 11
- فيوتشر GPX سايبر فورميولا ZERO
- فيوتشر GPX سايبر فورميولا EARLYDAYS RENEWAL
- بيردي الخارقة
- التقرير المتنقل الجديد جاندام وينج: إندليس والتز
- أنت رهن الاعتقال
- شاكوغان نو شانا S
- دارك ستولكرز
- دوت هاك كوانتوم
- هاكوؤكي: زهور الثلج

### أفلام أنمي
- تينشي ميو
- شين أنغيو أونشي
- فيلم شاكوغان نو شانا
- كرايون شين-تشان: غزو! الفضائي شيريري (بالتعاون مع توشيوكي أراكاوا)
- كرايون شين-تشان: وليمة متفجرة! فتيان الكونغ فو: ثأر الرامن (بالتعاون مع توشيوكي أراكاوا)
- كرايون شين-تشان: غموض! زهور أكاديمية تينكاسو (بالتعاون مع توشيوكي أراكاوا)

## أعماله في ألعاب الفيديو
- فيلوسوما
- سكاي أوديسي
- شادو أوف ذا كولوسس
- سنغوكو باسارا: ساموراي هيروز

## وصلات خارجية
- كو أوتاني على موقع IMDb (الإنجليزية)
- كو أوتاني على موقع ميوزك برينز (الإنجليزية)
- كو أوتاني على موقع ديسكوغز (الإنجليزية)
- كو أوتاني على موقع قاعدة بيانات الفيلم (الإنجليزية)
- كو أوتاني على موقع كينوبويسك (الروسية)